# Kassie-zes
Kassie-zes (ook: kassie of kastje-zes, ook zonder koppelteken) is een eenvoudig dobbelspel.
Er zijn verschillende soorten spellen met drie stenen die zo worden genoemd.
1. Achtereenvolgens moet er een 4, een 1 en een 6 worden gegooid. Wie dat als eerste doet is winnaar.
2. De eerste die 6 ogen gooit is winnaar. Combinaties (bijvoorbeeld 3 3 of 2 4, maar ook 1 2 3) gelden ook. Ook hierbij geldt: de eerste die dat voorelkaar krijgt is winnaar.

Het spel wordt vaak aan de bar gespeeld, om te bepalen wie het volgende rondje moet betalen.
Het eerste deel van het woord stamt van het Engelse cast (= gooien).

## Dood
Kassie-zes wordt ook gebruikt als eufemisme voor de dood, refererend aan de zes planken waarvan een doodskist (opgevat als kastje) is gemaakt. Het woord is ontstaan onder invloed van een ander eufemisme voor dood: kassiewijne (uit het Jiddisch: hasjeweine = verdwenen, weggegaan).